# Alte Burg Warberg
Die Alte Burg Warberg (auch Warburg) war eine hochmittelalterliche Turmhügelburg (Motte) des Adelsgeschlechts derer von Hagen am Osthang des Höhenzugs Elm im gemeindefreien Gebiet Schöningen westlich von Warberg. Der geschichtlichen Überlieferung zufolge wurde die Burg im Jahre 1200 bei einem Rachefeldzug während des Thronstreits zwischen Welfen und Staufern erstürmt und gewaltsam zerstört, was archäologische Untersuchungen in den 1960er Jahren bestätigten. Die adligen Besitzer gründeten nach der Zerstörung etwa zwei Kilometer nordöstlich im Flachland die Wasserburg Warberg.

## Lage
Die Reste der Warburg liegen heute unter Wald am Osthang des Elms, etwa zwei Kilometer südwestlich von Warberg. Sie sind auf einem Forstweg erreichbar, der von der Straße Warberg-Räbke hoch zur Elmautostraße führt. Etwa auf halber Strecke (1200 Meter) des Weges, der streckenweise vom Bach Güldenspring begleitet wird, zeigt ein Hinweisschild auf die etwa 50 m westlich des Weges liegenden Wälle der Warburg.

## Beschreibung

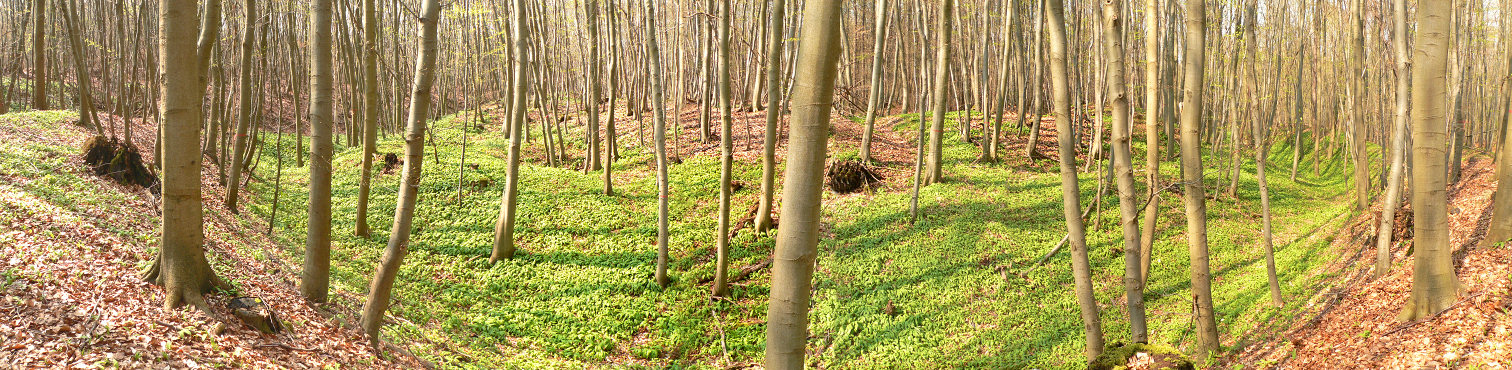
Erdreste der Warburg unter Wald, in der Mitte Burghügel, links und rechts Wall und Graben (2006)

Die Alte Burg besteht aus einer im Norden offenen, U-förmigen Wall-Grabenanlage von ca. 130 m Ausdehnung. Die Befestigung setzt sich aus zwei Wällen mit einem dazwischenliegenden Graben zusammen. Innerhalb befindet sich ein rundes Burgplateau mit ca. 42–46 m Durchmesser, welches von einem ca. 5,50 m tiefen Spitzgraben umgeben ist. Auf der Nordseite verlaufen drei kürzere Wallstücke, deren Zweck nicht ersichtlich ist. Die Ausgrabung hat ergeben, dass die Kernburg von einer Ringmauer oder einem Wall mit Steinkern umgeben war.

## Geschichte
Geschichtlich wird die um 1100 erbaute Burg dem Adelsgeschlecht derer von Hagen zugerechnet. Hintergrund ihrer Zerstörung war der Thronstreit zwischen Staufern (Philipp von Schwaben) und Welfen (Otto IV). Das Weihnachtsfest 1199 feierte König Philipp von Schwaben in Magdeburg, wo der Beschluss gefasst wurde, Mitte 1200 einen Heerzug gegen das welfische Braunschweig zu unternehmen. Der Welfe Pfalzgraf Heinrich erhielt Kenntnis von dem Plan und kam dem Angriff der Staufer durch die Zerstörung des magdeburgischen Calbe zuvor. Als Strafaktion zog der stauferische Parteigänger Erzbischof Ludolf von Magdeburg im Jahr 1200 mit seinem Heer gegen die Warburg, die er in hartem Kampf einnahm und zerstörte. Zuvor hatte er in Helmstedt schwere Schäden angerichtet. Nach der Zerstörung der Warburg verlegten die adligen Herren ihren Sitz ins Tal und errichteten unweit, während der ersten Jahrzehnte des 13. Jahrhunderts, die Burg Warberg als Wasserburg.

## Ausgrabung

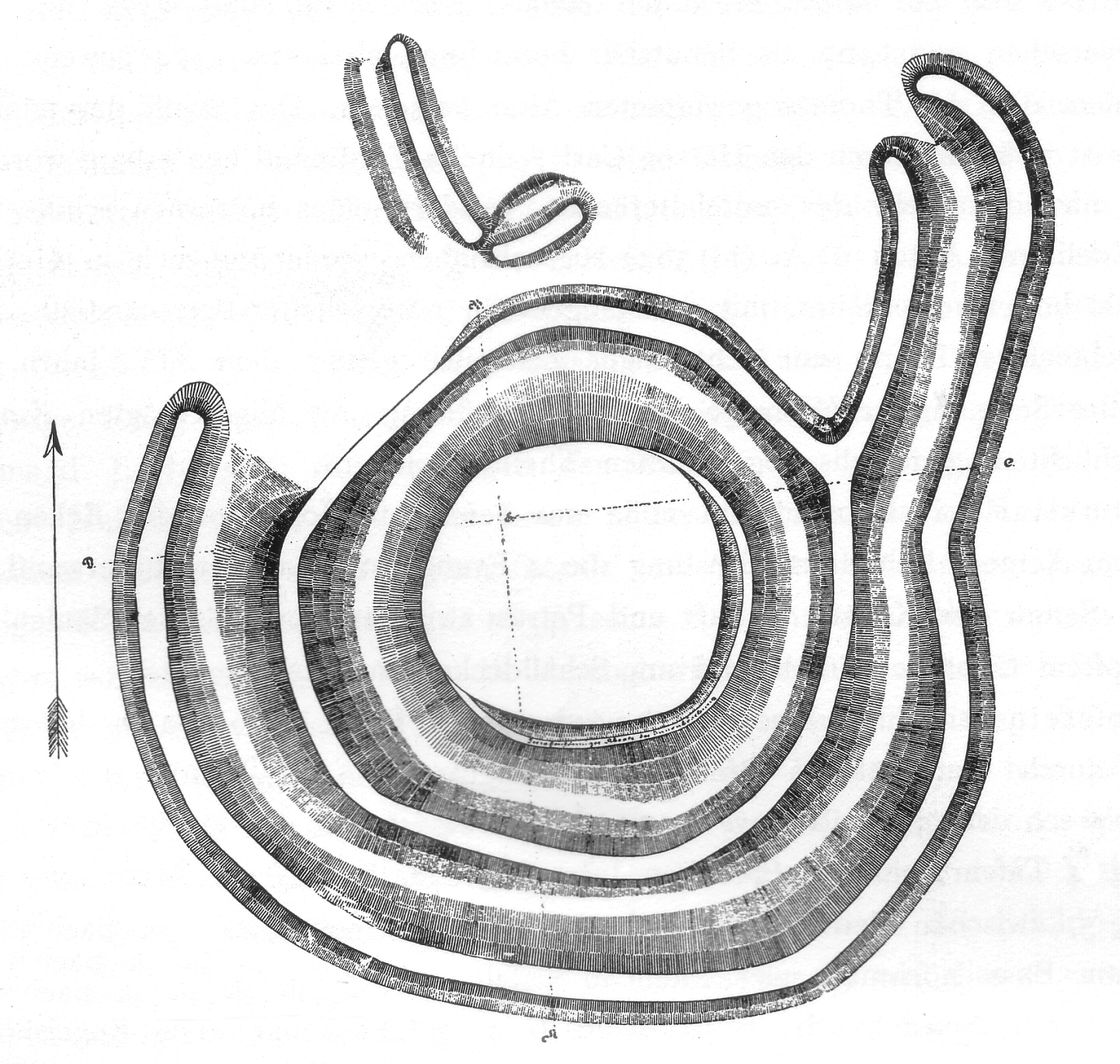
Lageplan der Burg, 1896

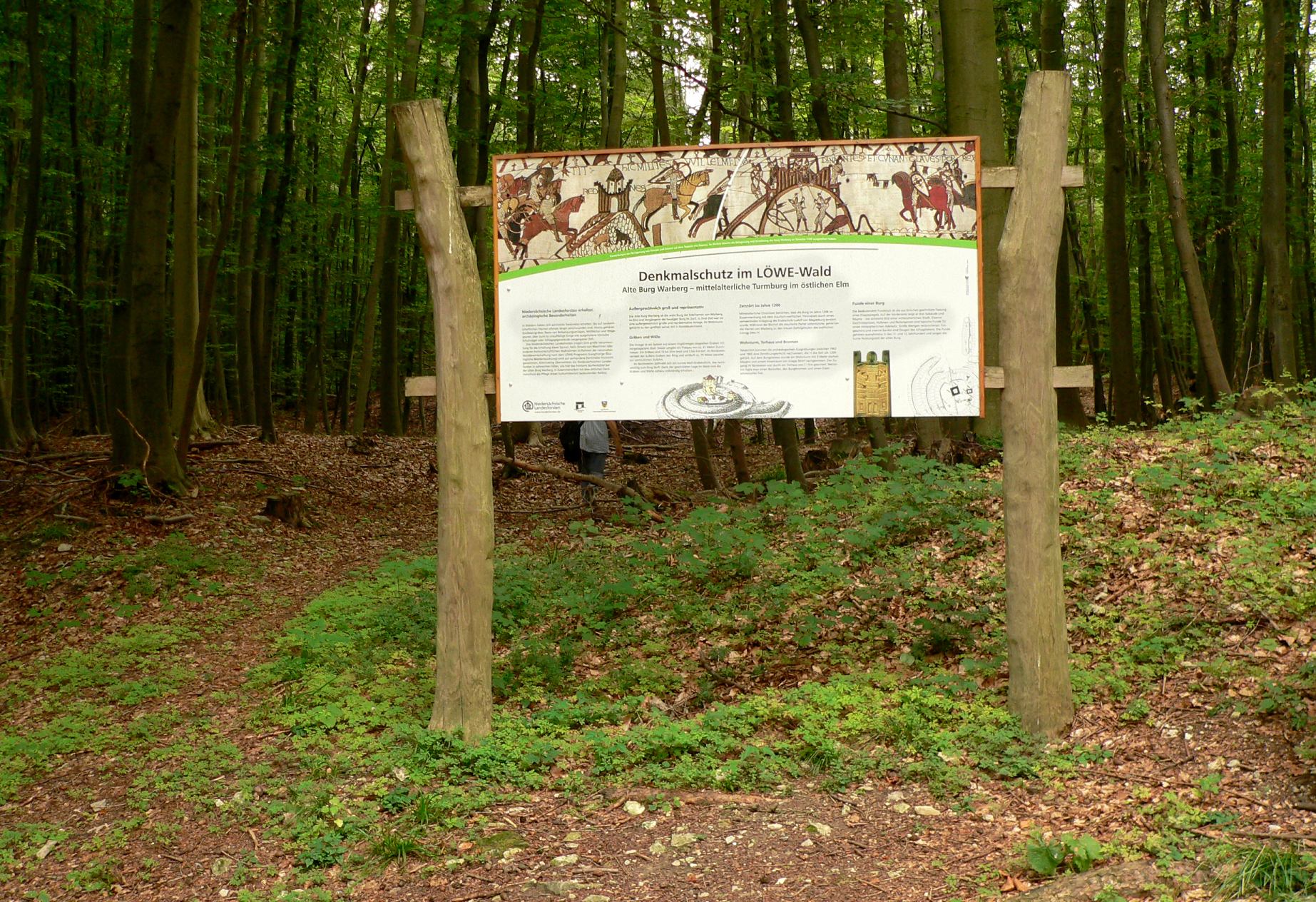
Informationstafel der Niedersächsischen Landesforsten an der Burgstelle

Von 1962 bis 1965 unternahm der Archäologe Hans Adolf Schultz auf dem Areal Ausgrabungen, die Erkenntnisse über den in diesem Gebiet kaum erforschten Typ der hochmittelalterliche Turmhügelburgen erbringen sollte. Besonders erfolgversprechend war auch der Umstand, dass die Burg 1200 gewaltsam zerstört wurde und danach kein Wiederaufbau stattfand. Damit war eine fast originale Fundsituation ohne spätere Störungen zu erwarten. Die Ausgrabungsmaßnahmen erfolgten auf dem Burghügel, da nur hier Gebäudereste zu erwarten waren. In 3,8 m Tiefe stießen die Archäologen auf Fundamentmauern. Der Fund in dieser großen Tiefe erklärt sich dadurch, dass das Steinmaterial der zerstörten Burg später als Baumaterial abgetragen wurde. So konnte nur noch der Keller des Wohnturms mit den Ausmaßen von 13 × 13 Metern gefunden werden. Die Fundamentmauern wiesen die enorme Stärke von 3 m auf. Auf dem Burghügel fanden sich noch ein ca. 5 × 5 m großes Gebäude mit zwei Öfen und ein weiteres Gebäude von 7 × 9 m Größe. Weitere ausgegrabene Einrichtungen waren der Burgbrunnen, ein Eisenschmelzofen und ein Backofen. In der etwa 20 cm starken Kulturschicht des Schutts machten die Archäologen reiche Einzelfunde von Alltagsgegenständen der Burgbewohner wie Pfeilspitzen, Sporen, Hufeisen, Messer. Der bedeutendste Fund ist ein 8,5 cm hohes, geschnitztes Täfelchen aus Knochen mit der Darstellung von drei Türmen. Anfänglich wurde darin die Abbildung eines mittelalterlichen Wohnturms gesehen. Heute wird es als stilisierte Stadtansicht gedeutet. Auffällig war ein 3,5 cm langer Beschlag aus Knochen mit der allegorischen Abbildung eines geflügelten Hundes.

## Weitere Elm-Burgen
Auf dem bewaldeten Höhenrücken des Elm sind an verschiedenen Stellen weitere mittelalterliche Burgstandorte nachgewiesen:
- Die Elmsburg war ab dem 11. Jahrhundert eine Burg inmitten eines frühgeschichtlichen Ringwalls. Ihre Reste liegen im Schöninger-Forst auf etwa 270 m Höhe, oberhalb des Ortes Twieflingen.
- Bei der früheren Siedlung Langeleben hat sich auf einem durch Gräben geschützten Hügel die Giebelmauer einer alten Wasserburg erhalten.
- Die Reitlingsbefestigungen als vorgeschichtliche Ringwälle im Reitlingstal. Als Plateau im Inneren der „Krimmelburg“ gibt es eine mittelalterliche Burgstelle.
- Wasserburg des Deutschritterordens am Großen Teich im Reitlingstal, später Vorwerk, keine Überreste, heute Weide- und Bauernhof.